# Bingma Xiang
Bingma Xiang (kinesiska: 丙麻, 丙麻乡) är en socken i Kina. Den ligger i provinsen Yunnan, i den sydvästra delen av landet, omkring 330 kilometer väster om provinshuvudstaden Kunming. Antalet invånare är 28 027. Befolkningen består av 13 988 kvinnor och 14 039 män. Barn under 15 år utgör 20,0 %, vuxna 15-64 år 69 %, och äldre över 65 år 9,0 %.
Genomsnittlig årsnederbörd är 1 176 millimeter. Den regnigaste månaden är juli, med i genomsnitt 325 mm nederbörd, och den torraste är januari, med 7 mm nederbörd.